# HMS St. Vincent
HMS St. Vincent je (bilo) ime več vojaških plovil Kraljeve vojne mornarice:
- HMS St. Vincent (1692)
- HMS St. Vincent (1780)
- HMS St. Vincent (1815)
- HMS St. Vincent (1908)